# Tour of Britain 2007
Il Tour of Britain 2007, quarta edizione della corsa, si svolse dal 9 al 15 settembre 2007 su un percorso di 953 km ripartiti in 6 tappe più un cronoprologo, con partenza da Londra e arrivo a Glasgow. Fu vinto dal francese Romain Feillu della Agritubel davanti allo spagnolo Adrián Palomares e all'australiano Luke Roberts.

## Tappe
| Tappa  | Data         | Percorso                              | km    | Vincitore di tappa  | Leader cl. generale |
| ------ | ------------ | ------------------------------------- | ----- | ------------------- | ------------------- |
| Prol.  | 9 settembre  | Londra > Londra (cron. individuale)   | 2,5   | Mark Cavendish      | Mark Cavendish      |
| 1ª     | 10 settembre | Reading > Southampton                 | 138,9 | Mark Cavendish      | Mark Cavendish      |
| 2ª     | 11 settembre | Yeovilton > Taunton                   | 169,2 | Nikolay Trusov      | Nikolay Trusov      |
| 3ª     | 12 settembre | Worcester > Wolverhampton             | 152,5 | Matthew Harley Goss | Nikolay Trusov      |
| 4ª     | 13 settembre | Rother Valley Country Park > Bradford | 170,1 | Adrián Palomares    | Adrián Palomares    |
| 5ª     | 14 settembre | Liverpool > Kendal                    | 165   | Alexander Serov     | Adrián Palomares    |
| 6ª     | 15 settembre | Dumfries > Glasgow                    | 156,5 | Paul Manning        | Romain Feillu       |
| Totale | Totale       | Totale                                | 953   |                     |                     |

## Dettagli delle tappe

### Prologo
- 9 settembre: Londra > Londra (cron. individuale) – 2,5 km

| Pos. | Corridore       | Squadra  | Tempo |
| ---- | --------------- | -------- | ----- |
| 1    | Mark Cavendish  | T-Mobile | 2'27" |
| 2    | Nikolay Trusov  | Tinkoff  | a 1"  |
| 3    | Alexander Serov | Tinkoff  | a 4"  |

| Pos. | Corridore       | Squadra  | Tempo |
| ---- | --------------- | -------- | ----- |
| 1    | Mark Cavendish  | T-Mobile | 2'27" |
| 2    | Nikolay Trusov  | Tinkoff  | a 1"  |
| 3    | Alexander Serov | Tinkoff  | a 4"  |

### 1ª tappa
- 10 settembre: Reading > Southampton – 138,9 km

| Pos. | Corridore        | Squadra    | Tempo    |
| ---- | ---------------- | ---------- | -------- |
| 1    | Mark Cavendish   | T-Mobile   | 3h07'46" |
| 2    | Steven Caethoven | Vlaanderen | s.t.     |
| 3    | Juan José Haedo  | CSC        | s.t.     |

| Pos. | Corridore        | Squadra      | Tempo    |
| ---- | ---------------- | ------------ | -------- |
| 1    | Mark Cavendish   | T-Mobile     | 3h09'59" |
| 2    | Nikolay Trusov   | Tinkoff      | a 14"    |
| 3    | Piet Rooijakkers | Skil-Shimano | a 16"    |

### 2ª tappa
- 11 settembre: Yeovilton > Taunton – 169,2 km

| Pos. | Corridore      | Squadra   | Tempo    |
| ---- | -------------- | --------- | -------- |
| 1    | Nikolay Trusov | Tinkoff   | 3h58'53" |
| 2    | Luke Roberts   | CSC       | s.t.     |
| 3    | Romain Feillu  | Agritubel | s.t.     |

| Pos. | Corridore        | Squadra      | Tempo    |
| ---- | ---------------- | ------------ | -------- |
| 1    | Nikolay Trusov   | Tinkoff      | 7h08'56" |
| 2    | Luke Roberts     | CSC          | a 8"     |
| 3    | Piet Rooijakkers | Skil-Shimano | a 12"    |

### 3ª tappa
- 12 settembre: Worcester > Wolverhampton – 152,5 km

| Pos. | Corridore           | Squadra   | Tempo    |
| ---- | ------------------- | --------- | -------- |
| 1    | Matthew Harley Goss | CSC       | 3h48'41" |
| 2    | Freddy Bichot       | Agritubel | s.t.     |
| 3    | Roger Hammond       | T-Mobile  | s.t.     |

| Pos. | Corridore        | Squadra      | Tempo     |
| ---- | ---------------- | ------------ | --------- |
| 1    | Nikolay Trusov   | Tinkoff      | 11h03'37" |
| 2    | Luke Roberts     | CSC          | a 8"      |
| 3    | Piet Rooijakkers | Skil-Shimano | a 12"     |

### 4ª tappa
- 13 settembre: Rother Valley Country Park > Bradford – 170,1 km

| Pos. | Corridore        | Squadra       | Tempo    |
| ---- | ---------------- | ------------- | -------- |
| 1    | Adrián Palomares | Fuerteventura | 2h43'41" |
| 2    | Tom Stubbe       | Vlaanderen    | s.t.     |
| 3    | David Blanco     | Duja-Tavira   | s.t.     |

| Pos. | Corridore        | Squadra       | Tempo     |
| ---- | ---------------- | ------------- | --------- |
| 1    | Adrián Palomares | Fuerteventura | 13h47'30" |
| 2    | David Blanco     | Duja-Tavira   | a 1"      |
| 3    | Luke Roberts     | CSC           | a 8"      |

### 5ª tappa
- 14 settembre: Liverpool > Kendal – 165 km

| Pos. | Corridore       | Squadra   | Tempo    |
| ---- | --------------- | --------- | -------- |
| 1    | Alexander Serov | Tinkoff   | 4h00'53" |
| 2    | Mark Cavendish  | T-Mobile  | a 1'43"  |
| 3    | Romain Feillu   | Agritubel | a 1'45"  |

| Pos. | Corridore        | Squadra       | Tempo     |
| ---- | ---------------- | ------------- | --------- |
| 1    | Adrián Palomares | Fuerteventura | 17h50'12" |
| 2    | David Blanco     | Duja-Tavira   | a 1"      |
| 3    | Romain Feillu    | Agritubel     | s.t.      |

### 6ª tappa
- 15 settembre: Dumfries > Glasgow – 156,5 km

| Pos. | Corridore          | Squadra         | Tempo    |
| ---- | ------------------ | --------------- | -------- |
| 1    | Paul Manning       | Landbouwkrediet | 3h31'04" |
| 2    | Salvatore Commesso | Tinkoff         | a 7"     |
| 3    | Kurt Hovelijnck    | Vlaanderen      | s.t.     |

| Pos. | Corridore        | Squadra       | Tempo     |
| ---- | ---------------- | ------------- | --------- |
| 1    | Romain Feillu    | Agritubel     | 21h21'33" |
| 2    | Adrián Palomares | Fuerteventura | s.t.      |
| 3    | Luke Roberts     | CSC           | a 6"      |

## Classifiche finali

### Classifica generale
| Pos. | Corridore              | Squadra                | Tempo     |
| ---- | ---------------------- | ---------------------- | --------- |
| 1    | Romain Feillu          | Agritubel              | 21h21'33" |
| 2    | Adrián Palomares       | Fuerteventura-Canarias | s.t.      |
| 3    | Luke Roberts           | Team CSC               | a 6"      |
| 4    | Martin Garrido Mayorga | Duja-Tavira            | a 12"     |
| 5    | Piet Rooijakkers       | Skil-Shimano           | a 13"     |
| 6    | Simon Clarke           | SouthAustralia.com-AIS | a 17"     |
| 7    | Maarten Tjallingii     | Skil-Shimano           | s.t.      |
| 8    | Gene Michael Bates     | SouthAustralia.com-AIS | a 18"     |
| 9    | David Muñoz Bañon      | Fuerteventura-Canarias | a 21"     |
| 10   | David Blanco           | Duja-Tavira            | a 24"     |